# Walter Pufpaff
Walter Pufpaff (* 28. Februar 1899 in Wismar; † 3. Januar 1942 in Petrowskaja (Krasnodar), UdSSR) war ein deutscher Generalstaatsanwalt am Mecklenburgischen Oberlandesgericht in Rostock.

## Lebensweg
Walter Pufpaff war ein Sohn des Senators a. D. Heinrich Pufpaff, Ratsherr in Wismar, und dessen Ehefrau Anna, geb. Scuhr.
Pufpaff besuchte das Gymnasium in Wismar (Große Stadtschule Wismar). Bei Ausbruch des Ersten Weltkrieges im August 1914 war Pufpaff erst 15 Jahre alt; er trat jedoch bereits mit 17 Jahren, am 15. Dezember 1916, als Fahnenjunker in das Infanterie-Regiment „Lübeck“ (3. Hanseatisches) Nr. 162 ein. Im Sommer 1917 nahm er an der Schlacht bei Arras und an der Dritten Flandernschlacht teil. Bereits im Dezember 1917, mit nur 18 Jahren (damals wurde man erst mit 21 Jahren volljährig), wurde Pufpaff Leutnant. Im Jahr 1918 nahm er an der Vierten Flandernschlacht und der Offensive auf Compiègne im Rahmen der Deutschen Frühjahrsoffensive 1918 teil und kämpfte bis Kriegsende 1918. Nach Kriegsende diente Pufpaff im Grenzschutz in Schlesien. Im Mai 1920 schied er aus dem Heer aus. An militärischen Auszeichnungen erhielt er beide Klassen des Eisernen Kreuzes, das Mecklenburg-Schweriner Militärverdienstkreuz II. Klasse, das Lübecker Hanseatenkreuz und das Verwundetenabzeichen in Schwarz.
Von 1920 bis 1924 studierte Pufpaff Rechtswissenschaft in Hamburg, München und Rostock; im März 1924 war er Referendar; im Dezember 1924 wurde er in Rostock mit seiner Dissertation Die grundsätzliche Bedeutung des § 750 ZPO zum Dr. iur. promoviert. Im Jahr 1927 war er Assessor. Er arbeitete zunächst als Hilfsrichter in Strafsachen in Güstrow, dann einige Monate in der Anwaltsvertretung und schließlich von November 1927 bis März 1932 in der Staatsanwaltschaft Rostock. Von April 1932 bis September 1933 war Pufpaff als Nachfolger von Friedrich von Wick Amtshauptmann (Landrat) des Kreises Waren an der Müritz. Er war auch Vorsitzender des Mecklenburgischen Gemeindetages, den er organisierte. Ab 16. September 1933 war Pufpaff Generalstaatsanwalt am Mecklenburgischen Oberlandesgericht in Rostock. Er wurde damit Amtsnachfolger von Paul Siegfried, der auf Grund seiner Ermittlungen gegen mehrere SA-Männer wegen der Erschießung des früheren SA-Gruppenführers Andreas von Flotow vom Justizministerium 1933 zunächst in den einstweiligen, 1934 dann in den dauernden Ruhestand versetzt worden war.
Im Sommersemester 1935 war Generalstaatsanwalt Pufpaff Vorsitzender der Prüfungskommission für Nahrungsmittelchemiker an der Universität Rostock.
Nach einer Denunziation durch den Pastor Friedrich Kentmann ermittelte Staatsanwalt Pufpaff gegen den evangelischen Theologen Helmuth Schreiner, der seit November 1931 ordentlicher Professor für Praktische Theologie und Universitäts-Pfarrer an der Universität Rostock war. Schreiner sollte im April 1933 auf einer kircheninternen Versammlung geäußert haben: „Glauben Sie noch an das Märchen von der bolschewistischen Bedrohung?“ sowie „Dann glauben Sie wohl auch an die Brandstiftung im Reichstagsgebäude!“. Daraufhin wurde er vom damaligen Pastor an der Heilig-Geist-Kirche in Rostock, dem NSDAP-Mitglied Friedrich Kentmann, beim Mecklenburgischen Unterrichtsministerium denunziert. Dieses enthob Schreiner daraufhin zeitweilig seines Amts, behielt sein Diensteinkommen ein und beauftragte den Generalstaatsanwalt Walter Pufpaff mit weitergehenden Ermittlungen. Da jedoch keiner der anderen Anwesenden dieser kirchlichen Zusammenkunft die Schreiner zur Last gelegten Äußerungen bestätigen wollte, wurde das Disziplinarverfahren gegen ihn eingestellt.
In einem Sondergerichtsprozess unter Vorsitz des Schweriner Landgerichtsdirektors Karl Buschmann gegen sieben mecklenburgische Pastoren vom 11. bis 15. Juni 1934 vertrat Pufpaff die Staatsanwaltschaft.
In dieser Funktion beantragte Pufpaff im Dezember 1934, die Anklage gegen den Rostocker Jura-Professor Hans Walsmann wegen gemeinschaftlicher Untreue auszusetzen; die Beschuldigten wurden außer Verfolgung gesetzt. Walsmann war als Rechtsreferendar, vor seiner Berufung an die Universität Rostock, bei der Staatsanwaltschaft Rostock tätig gewesen.
Im Zweiten Weltkrieg wurde Pufpaff im Februar 1940 als Hauptmann der Reserve zum III. Bataillon im Infanterie-Regiment 508 (292. Infanterie-Division (Wehrmacht)) eingezogen. Er erhielt das Infanterie-Sturmabzeichen und am 29. November 1941 das Deutsche Kreuz in Gold. Er fiel am 3. Januar 1942 in Petrowskaja, Sowjetunion, im Alter von knapp 43 Jahren.